# 夏守赟
夏守赟（?—?），字子美，并州榆次（山西省晋中市榆次区）人，北宋大臣。是夏守恩的弟弟。
夏守恩在襄王府做事，襄王赵元侃问他的兄弟，夏守恩说夏守赟四岁丧父，自己每天侍奉王府，不得时常抚养，心中思念。襄王为之动容，即日召入宫中，怜悯其幼，听任他到外舍学习。过了二年，这次召入，襄王乳母齐国夫人派傅婢照顾他。
夏守赟长大后，通习文字。襄王为太子，夏守赟主管工匠制造事。太子即位为宋真宗，授为右侍禁。李继迁叛，命他出使绥州、夏州窥察边衅，夏守赟升迁为西头供奉官、寄班祗候。宋真宗至大名府，夏守赟为驾前走马承受。康保裔与敌人作战，战死，部曲害怕被杀，声言康保裔降贼，密诏夏守赟前去调察。夏守赟换了衣服入营中，得到真实情况，还奏符合旨意。朝廷下诏优恤康保裔家，以夏守赟为真定路走马承受公事。
宋真宗到达澶渊和祭祀汾阴时，都是驾前巡检，官至东绫锦副使。跟从真宗至亳州，真宗命他修行宫。转任崇仪使、提举仓草场。宋真宗很亲信他，派遣中使问夏守赟：“想要管军吗？担任横行使吗？”夏守赟说：“臣得以每天接近冕旒（皇帝）足矣。”不久转任西上阁门使、提举诸司库务，以右千牛卫大将军、昭州刺史为枢密都承旨，兼领三班院。
每次契丹使者来到，夏守赟与杨崇勋轮班为馆伴副使，一共十余年。擢升为侍卫亲军步军都虞候，改任马军、并代州都总管。官至步军、马军殿前副都指挥使，建武、镇东、保大军节度使。后来因为修缮皇宫大内的功劳，任命为殿前都指挥使，转任定国军节度使。
夏守恩因贪赃罢免，夏守赟也以镇海军节度使罢管军，回到本镇。过了一年（1039年），转任定州路都总管，召知枢密院事。入见皇帝，宋仁宗问他西部边事，夏守赟回答：“平时小堡垒屯驻兵马不到一千余，西夏兵大举到达，固守不暇，怎能出门迎敌？应该合并其兵据守冲要，伺机邀击，功或可成。”宋仁宗同意。
刘平、石元孙大败，有人以他们投降诬告。夏守赟辨其冤枉，引用康保裔之事，自己请率兵杀敌。换任宣徽南院使、陕西马步军都总管兼经略、安抚、缘边招讨使，命令勾当御药院张德明、黎用信执掌御剑相随。但是夏守赟庸怯，没有方略，不被士卒所服。
不久诏书命他驻军河中，过了几个月，改屯鄜州。其子夏随为陕西缘边招讨副使。当时晏殊、宋绶知枢密院，又召夏守赟同知院事。夏随死后，夏守赟请罢职，于是以宣徽南院使、天平军节度使判澶州，因病改为相州。病稍稍好转，再任真定府定州等路都总管，未至，改任高阳关，就地判瀛州。死后赠太尉，谥忠僖。